# インフォシーク
インフォシーク (英: Infoseek) は、日米のインフォシーク社、および同社が運営していたポータルサイト。
後にアメリカ法人はウォルト・ディズニー・カンパニーに買収され、同社のポータルサイトgo.comとなった。日本法人は楽天に買収・合併され、現在は楽天が「Infoseek」ブランドで運営している。
2020年12月12日現在のアレクサランキングでの順位は、世界7153位、日本国内919位となっている。

## 主なサービス
- 検索エンジン
2010年11月現在、ウェブ自然文検索はGoogleに切り替えられた。以前はInktomiを使用していた。それ以前にはGoogle、さらに過去にはInktomiと変遷を重ねている。
- ニュース（Infoseek ニュース）
- テレビ番組表（Infoseek テレビ番組表）
2010年10月より休止中
- ブログ（楽天ブログ）
- 辞書（Infoseek マルチ辞書）
現在はコトバンクから供給を受けている。2020年12月14日サービス終了[2]。
- 翻訳（Infoseek マルチ翻訳）
テキスト翻訳は、英語・韓国語・中国語・フランス語・ドイツ語・イタリア語・スペイン語・ポルトガル語を日本語に、逆に日本語を各言語に翻訳する以外に関西弁に翻訳する機能も持つ。翻訳エンジンはCross Languageを採用。2020年12月14日サービス終了。
- 地図（Infoseek 地図） 2013年5月30日サービス終了[3]。
- 路線情報（Infoseek 乗換案内）
乗車駅から下車駅までの経路、所要時間、運賃の検索や時刻表検索、終電の検索が行える。2020年1月31日サービス終了[4]。
- Webメール（Infoseek メール）
2014年4月9日新規メールアドレス取得終了。2014年8月1日マイクロソフトに運営を移管。「Outlook.com」にて既存ユーザーへのサービスを継続。
- ホスティングサーバ（infoseek isweb）
2010年から2012年にかけて順次サービス終了
- 動画（楽天無料動画）
楽天イーグルスTV、楽天ランキングTV、楽天TVショッピングなどが配信されている。楽天イーグルスTVは、2005年は有料だったが2006年以降は無料になっている。
- インターネットオークション（楽天オークション）
2016年サービス終了
- 求人（楽天仕事市場）
転職、紹介、アルバイト、派遣の総合求人サイト。

など。

## 歴史（日本法人）
- 1996年 - デジタルガレージが米国インフォシーク社と業務提携し、日本での事業を開始。
- 1998年11月 - 日本法人としてインフォシークジャパン株式会社を設立。
- 1999年6月 - 米インフォシーク社はデジタルガレージとの契約を解消し、新たに米国本社100%子会社として株式会社インフォシークを設立[5]。
- 2000年12月 - 日本法人が楽天に買収され、同社の100%子会社となる[6]。
- 2001年7月 - トライネット（後の平成電電）の無料ウェブサイトホスティングサービス"freeweb"を買収、「infoseek isweb」としてサービスを開始。
- 2002年10月 - 無料ウェブサイトホスティングサービス事業の株式会社フープス（サイバーエージェントとオン・ザ・エッヂの共同設立会社）を買収し、iswebに併合する。
- 2003年9月 - ライコス（日本法人）とともに親会社の楽天に吸収合併される。ポータルサイトはinfoseekブランドで継続。

## ザ・インフォシーク
インフォシークのイメージキャラクターとして2000年のTVCFに登場した、インフォシークマークの覆面を被った細身の弱々しいレスラー。演じていたのはお笑いコンビ「アンタッチャブル」の柴田英嗣。
TVCFは前後編の構成であり、前編ではロッカールームで「インフォシーク…インフォシーク…」と自己暗示をかけた後、「ヤッホー」と叫ぶ筋骨隆々の外国人レスラーに「今に目にもの見せてやるぜ！」と勇んで挑みかかるも、後編では一方的な攻撃を受けいとも簡単に捻じ伏せられてしまい、その様子を観戦していた肥満気味の少年が「インフォ…シーク…」と涙声で応援するという自虐的なCMであった。